# Sophie von Hardenberg
Marie Sophie Bernhardine Elisabeth von Hardenberg (* 16. April 1821 in Oberwiederstedt; † 12. Mai 1898 in Berlin) war eine deutsche Novalis-Forscherin und Antifeministin.
Sie war die Nichte des Dichters der Frühromantik, Friedrich von Hardenberg. Ihr Vater war Novalis’ Bruder Georg Anton von Hardenberg, der mit Annette geborene von Witzleben verheiratet war. Da ihr Onkel bereits vor ihrer Geburt starb, hatte Sophie selbst keine persönlichen Erinnerungen an den Dichter, jedoch interessierte sie sich bereits frühzeitig für dessen Leben und Werk und publizierte mehrfach darüber. Ihr Hauptwerk, das sie 1872 anonym herausgeben ließ, ist Friedrich von Hardenberg, genannt Novalis. Eine weitere Publikation von ihr beschäftigt sich mit der Frauenfrage in Deutschland, in der sie sich sehr deutlich als Antifeministin zu erkennen gibt.
Sophie von Hardenberg blieb unverheiratet und verbrachte ihren Lebensabend in Berlin. Sie stand u. a. mit Leopold von Ranke im Briefwechsel.